# Leopold Lodewijk van Palts-Veldenz
Leopold Lodewijk van Palts-Veldenz (1 februari 1625 - Straatsburg, 29 september 1694) was van 1634 tot aan zijn dood vorst van Palts-Veldenz. Hij behoorde tot het huis Palts-Veldenz.

## Levensloop
Leopold Lodewijk was de vijfde zoon van vorst George Gustaaf van Palts-Veldenz en diens echtgenote Maria Elisabeth, dochter van vorst Johan I van Palts-Zweibrücken. Omdat zijn vier oudere broers reeds overleden waren, volgde hij in 1634 zijn vader op negenjarige leeftijd op als vorst van Palts-Veldenz. Zolang hij minderjarig was, werd hij onder het regentschap van zijn oom George Johan II van Palts-Lützelstein.
Na de Vrede van Westfalen in 1648 kreeg Leopold Lodewijk zijn vorstendom terug, nadat zijn vader tijdens de Dertigjarige Oorlog door keizerlijke troepen verdreven werd. Na de dood van zijn oom George Johan II in 1654 verwierf hij het graafschap Lützelstein en de heerlijkheid Guttenberg, waardoor het vorstendom Palts-Veldenz herenigd werd.
Begin 17e eeuw vormde George Gustaaf de Benedictijnenpriorij van Lixheim om tot een opvangoord voor gereformeerde vluchtelingen. In 1600 sloot hij een akkoord met het vorstendom Palts-Zweibrücken, waarbij George Gustaaf zijn aandeel op Alsenz aan hen afstond.
Leopold Lodewijk had een dispuut met zijn oudste zoon Gustaaf Filips en in 1678 liet hij hem opsluiten in het Slot van Lauterecken, waar Gustaaf Filips in 1679 in onopgehelderde omstandigheden stierf. Na het overlijden van keurvorst Karel II van de Palts in 1685 claimde hij de keurvorstentitel, maar die ging uiteindelijk naar vorst Filips Willem van Palts-Neuburg.
Tijdens de Hollandse Oorlog werd Leopold Lodewijk door het Franse leger van zijn landerijen verdreven. In 1679 kon hij terugkeren naar zijn landerijen na de Vrede van Nijmegen. Tijdens de Negenjarige Oorlog werd hij opnieuw door de Fransen verdreven, waarna hij naar Straatsburg vluchtte.
Nadat al zijn zoons overleden waren, had Leopold Lodewijk geen mannelijke erfgenamen meer. In zijn testament opgesteld in april 1692 stelde hij koning Karel XI van Zweden, die vorst van Palts-Zweibrücken was, aan als erfgenaam als Palts-Veldenz. In september 1694 stierf hij op 69-jarige leeftijd.

## Huwelijk en nakomelingen
Op 4 juli 1648 huwde hij in Bischwiller met Agatha (1632-1681), dochter van graaf Filips Wolfgang van Hanau-Lichtenberg. Ze kregen twaalf kinderen:
- een doodgeboren dochter (1649)
- Anna Sophia (1650-1706), kloosterzuster
- Gustaaf Filips (1651-1679)
- Elisabeth Johanna (1653-1718), huwde in 1669 met wild- en rijngraaf Johan XI van Salm-Kyrburg
- Christina (1654-1655)
- Christina Louise (1655-1656)
- Christiaan Lodewijk (1656-1658)
- Dorothea (1658-1723), huwde in 1707 met vorst Gustaaf Samuel Leopold van Palts-Zweibrücken
- Leopold Lodewijk (1659-1660)
- Karel George (1660-1686)
- Agnes Eleonora (1662-1664)
- August Leopold (1663-1689)